# La Escuadra
La Escuadra är en ort i Mexiko.   Den ligger i kommunen Meoqui och delstaten Chihuahua, i den nordvästra delen av landet, 1 200 km nordväst om huvudstaden Mexico City. La Escuadra ligger 1 164 meter över havet och antalet invånare är 182.
Terrängen runt La Escuadra är platt, och sluttar österut.  Trakten runt La Escuadra är nära nog obefolkad, med mindre än två invånare per kvadratkilometer. Närmaste större samhälle är Jiménez, 15,6 km öster om La Escuadra. Trakten runt La Escuadra består till största delen av jordbruksmark.